# Парламентские выборы в Лихтенштейне (1966)

Парламентские выборы в Лихтенштейне проходили 6 февраля 1966 года. Прогрессивная гражданская партия получила 8 мест из 15 мест Ландтага. Несмотря на получение большинства мест парламента партия осталась в коалиции с Патриотическим союзом.

## Результаты
| Партия                                 | Партия                                 | Голосов | %    | Мест | +/– |
| -------------------------------------- | -------------------------------------- | ------- | ---- | ---- | --- |
|                                        | Прогрессивная гражданская партия       | 1 791   | 48,5 | 8    | 0 ▬ |
|                                        | Патриотический союз                    | 1 581   | 42,8 | 7    | 0 ▬ |
|                                        | Христианско-социальная партия          | 323     | 8,7  | 0    | 0   |
| Недействительных/пустых бюллетеней     | Недействительных/пустых бюллетеней     | 26      | —    | —    | —   |
| Всего                                  | Всего                                  | 3 721   | 100  | 15   | 0   |
| Зарегистрированных избирателей/Явка, % | Зарегистрированных избирателей/Явка, % | 3 892   | 95,6 | –    | –   |
| Источник: Nohlen & Stöver              |                                        |         |      |      |     |